# Hoosier
Hoosier werden die Bewohner des US-Bundesstaates Indiana genannt. Daraus leitet sich auch der Name Hoosier State ab.

## Herkunft und Bedeutung
Herkunft und ursprüngliche Bedeutung des Begriffes sind unklar. Populäre Deutungen sind eine Verballhornung der regional üblichen Rückfrage „Who is there?“ (deutsch „Wer ist da?“) oder die Nachfrage „Whose ear?“ (deutsch „Wessen Ohr?“) beim Auffinden eines abgetrennten Ohrs. Sprachwissenschaftlich befriedigender erscheint die Herleitung aus dem Wort hoozer, das aus dem Cumberland-Dialekt stammt und ungewöhnlich Großes bezeichnet; dies hängt vermutlich damit zusammen, dass die ersten Einwohner Süd-Indianas großgewachsene Bergbewohner aus Kentucky waren.

### Verwendung als Schimpfwort
Die Bezeichnung steht jedoch nicht nur für die Bewohner Indianas, sondern kann auch negativ interpretiert werden, in der Bedeutung von White Trash oder Hinterwäldler.

## Bekannte Verwendungen
- Kurt Vonnegut benutzte den Ausdruck in seinen Büchern Cat's Cradle und God bless you, Mr. Rosewater. Vonnegut selbst hatte die Shortridge High School in Indianapolis besucht.
- David Carkeet verweist in seinem Buch Double Negative (deutsch Minus mal Minus, Diogenes 1987) auf alle genannten Erklärungen des Wortes
- Im Film Der Texaner mit Clint Eastwood wird der Ausdruck verwendet.
- Serienmörder Carl Panzram soll seinen Henker als Hoosier beschimpft haben.
- Im Spielfilm  Wir sind keine Engel  benutzt Sean Penn den Ausdruck als Beleidigung.
- Im Buch von Joseph Pistone Donnie Brasco: My Undercover Life in the Mafia benutzt der Gangster Benjamin „Lefty Guns“ Ruggiero den Ausdruck in abwertender Weise.
- In der Fernseh-Miniserie The Pacific trug der Soldat Bill Smith den Spitznamen „Hoosier“.
- In der US-Sitcom The Middle gibt es einen Lebensmittelmarkt namens Frugal Hoosier für abgelaufene Produkte.[4]
- Der Film Freiwurf, Originaltitel Hoosiers, benannt nach einem bekannten Provinz-Basketballteam selben Namens
- Hoosiers ist die Bezeichnung der Sportabteilung der Indiana University Bloomington
- Im Spielfilm In & Out versucht ein Lehrer die Bedeutung des Begriffs Hoosier zu erklären, wird dabei aber stets unterbrochen.
- In der Fernsehserie Chicago Fire nennt sich in Episode 14 der 7. Staffel Valentinstag ein Verletzter bezogen auf seine Herkunft selbst Hoosier, woraufhin Sylvie Brett dies wiederholt und die anderen sich fragen, was es bedeutet.
- Im Lied College girls are easy von den Beastie Boys und dem Rapper Eazy-E kommt eine Passage vor, wo es heißt: „And needless to say I knocked her like a Hoosier“.